# Обрак, Люси
Люси Самюэль (фр. Lucie Samuel, 29 июня 1912 — 14 марта 2007), урождённая Люси Бернар (фр. Lucie Bernard), более известная как Люси Обрак (фр. Lucie Aubrac) — французская учительница истории и участница французского Сопротивления во время Второй мировой войны.

## Биография
В молодости Люси посещала Интернациональный кружок молодёжи (Cercle international de jeunesse — пацифистскую организацию, основанную квакерами), а в 1932 году вступила в молодёжную организацию Французской коммунистической партии. В 1938 году она получила учёную степень агреже по истории (что было крайне необычно для женщины в то время), а в 1939 году вышла замуж за Раймона Самуэля, который во время войны стал известен как Раймон Обрак.
В 1940 году она присоединилась к французскому Сопротивлению в числе первых. В Клермон-Ферране Эммануэль д’Астье де ла Вижери вместе с ней, её мужем и Жаном Кавайе сформировал группу сопротивления La Dernière Colonne, позже известную как Libération-sud. В течение 1941 года группа осуществила две диверсионные атаки на вокзалах в Перпиньяне и Каннах. В феврале они организовали распространение 10 000 пропагандистских листовок, но один из распространителей был пойман полицией, что привело к аресту племянницы и дяди д’Астье. В это время Люси родила своего первого ребёнка. Группа решила спрятаться. После перерыва в несколько месяцев они начали работать над подпольной газетой «Либерасьон». Первое издание было набрано с помощью типографов местной газеты и напечатано на бумаге, предоставленной местными профсоюзными деятелями. В июле 1941 года было выпущено 10 000 экземпляров.
В марте 1943 года её муж был арестован, но он был освобождён в мае того же года после того, как она вмешалась в дело местного прокурора Виши (где она сказала ему, что они были членами Сопротивления и что у него есть 24 часа, чтобы освободить его, иначе он будет казнён Сопротивлением). Затем они организовали ловкое бегство трёх других членов группы. Однако в июне того же года его снова арестовали. Люси пошла к Клаусу Барби, печально известному шефу гестапо в вишистской Франции, затем заявила, что является его невестой, сказав, что его зовут «Эрмелин» (один из его псевдонимов) и что он был пойман во время рейда, когда невинно посещал врача. Ей сказали, что его казнят за сопротивление, и попросили выйти за него замуж, так как она была беременна, но не замужем. Позже, когда его возвращали в тюрьму после предполагаемого брака, он и пятнадцать других заключённых были спасены диверсионным отрядом во главе с Люси, которые напали на автомобиль, в котором тот находился, убив шестерых охранников.

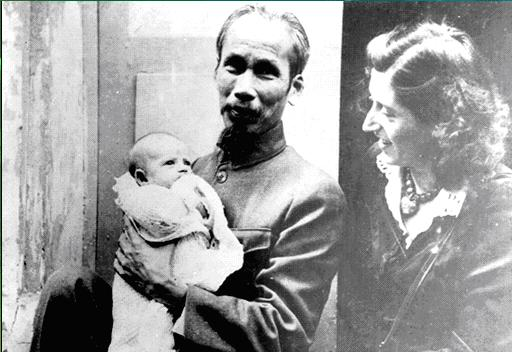
Хо Ши Мин, Элизабет Обрак и Люси Обрак, 1946 год

В 1944 году Шарль де Голль назначил консультативную ассамблею, к которой Люси присоединилась как представитель Сопротивления; это сделало её первой женщиной, заседавшей в парламентской ассамблее Франции.
В 1945 году она опубликовала первую краткую историю французского Сопротивления.
В 1946 году она и Раймон принимали Хо Ши Мина в своём доме во Франции, и тот подружился с Раймоном. Он отправился во Францию с неудачной миссией по завоеванию независимости тогдашней французской колонии Вьетнам.
В 1984 году она опубликовала полувымышленную версию своих дневников военного времени, английский перевод которой известен как «Outwitting the Gestapo» («Перехитрить гестапо»). Она была вдохновлена опубликовать свои собственные сочинения о военном времени после заявления Клауса Барби о том, что её муж Раймон стал информатором и предал Жана Мулена после его собственного ареста. В 1985 году она входила в состав «Почётного жюри», чтобы оценить, какой документальный фильм «Des terroristes à la retraite» должен быть показан в эфире. Обрак ненавидела фильм, который она назвала «любящим страдания», жалуясь, что в нём рассказывается обо всём безобразном во Франции.
Фильм 1992 года Boulevard des hirondelles был о жизни её и Раймона во время Сопротивления.
В 1996 году французское правительство наградило Люси орденом Почётного легиона за героизм во время Второй мировой войны.
Фильм 1997 года «Война Люси» рассказывает о её попытках спасти мужа; в нём её играет Кароль Буке. Люси сама одобрила фильм.
В апреле 1997 года Жак Верже подготовил «завещание Барби», которое, как он утверждал, дал ему Клаус Барби десятью годами ранее, и которое должно было показать, что Обраки предупредили Барби о Мулене. «Завещание Барби» Верже было приурочено к публикации книги Жерара Шови «Обрак Лион 1943», которая должна была доказать, что Обраки были теми, кто сообщил Барби о судьбоносной встрече в Калуире, где Мулен был арестован в 1943 году. 2 апреля 1998 года, после гражданского иска, поданного парой Обрак, парижский суд оштрафовал Шови и его издателя Альбена Мишеля за «публичную клевету». В 1998 году французский историк Жак Байнак в своей книге Les Secrets de l’affaire Jean Moulin утверждал, что Мулен планировал порвать с де Голлем, чтобы признать генерала Жиро, что побудило голлистов предупредить Барби, прежде чем это могло произойти.
Двадцать лидеров Сопротивления опубликовали письмо с протестом против обвинений против Обраков, а сами Обраки попросили предстать перед группой ведущих французских историков. Пара Обрак действительно участвовала в дискуссии между собой и историками, организованной газетой Libération. Хотя ни один из вовлечённых историков не верил, что Раймон был информатором, они заметили несоответствия в описании Люси его дела.
Биография Патрика Марнэма «Смерть Жана Мулена: Биография призрака» (2001) предполагает, что Раймон и, возможно, Люси предали Мулена. Кроме того, в своей книге «Сопротивление и предательство: смерть и жизнь величайшего героя французского Сопротивления» (2002) Патрик Марнэм предположил, что, поскольку Раймон Обрак был верен коммунизму, он не считал бы себя предателем, если бы действительно предал Мулена, заявив, что французские коммунисты, такие как Обрак, иногда отдавали некоммунистов, таких как Мулен, в гестапо. Это заявление не подтверждается доказательствами: мало того, что Обрак не был коммунистом, но также весьма сомнительно, что коммунистическая партия предаст кого-то, кто очень хорошо знает её лидеров и организацию.
У Люси было трое детей от Раймона. Шарль де Голль был крёстным отцом их второго ребенка, Катрин, а Хо Ши Мин был крёстным отцом их третьего ребенка, Елизаветы.
Президент Николя Саркози в заявлении после смерти Раймона в 2012 году сказал, что побег Раймона от нацистов во главе с Люси в 1943 году «стал легендой в истории Сопротивления», и похвалил его и всех членов Сопротивления как «героев теней, которые спасли честь Франции в то время, когда она казалась потерянной». Серж Кларсфельд, президент организации «Сыновья и дочери евреев, депортированных из Франции», сказал BFM-TV: «Они (Раймон и Люси Обрак) были легендарной парой», добавив: «Они были исключительными людьми». Франсуа Олланд сказал в своём заявлении: «В наши самые мрачные времена он [Раймон] был вместе с Люси Обрак среди праведников, которые нашли в себе и в универсальных ценностях нашей республики силу противостоять нацистскому варварству».
Прах Люси находится рядом с прахом Раймона в фамильной усыпальнице кладбища в бургундской деревне Салорне-сюр-Гюйе.